# (16164) Yangli
(16164) Yangli est un astéroïde de la ceinture principale.

## Description
(16164) Yangli est un astéroïde de la ceinture principale. Il fut découvert le 5 janvier 2000 à Socorro (Nouveau-Mexique) par le projet LINEAR. Il présente une orbite caractérisée par un demi-grand axe de 2,86 UA, une excentricité de 0,04 et une inclinaison de 2,6° par rapport à l'écliptique.

## Compléments